# Główny starszyna

Pagon głównego starszyny w Marynarce Wojennej Federacji Rosyjskiej

Główny starszyna (ros. Главный старшина) – stopień wojskowy w Marynarce Wojennej ZSRR i Marynarce Wojennej Federacji Rosyjskiej wprowadzony w 1940 roku.
W Armii Radzieckiej i innych rodzajach Sił Zbrojnych Federacji Rosyjskiej jego odpowiednikiem jest starszy sierżant.